# Дом Поляков
Дом По́ляков (дом Ляховича) — историческое здание конца XIX века в Минске, памятник архитектуры (номер 712Г000145). Расположено по адресу: улица Мясникова, дом 76, на площади Мясникова.

## История
Здание построено в конце XIX века (по другим данным — в 1903 году) как доходный дом. Владельцами были Вениамин Элевич (Ильич) и Перла Поляк. В 1904 году дом перешёл к Казимиру Адольфовичу Ляховичу, позднее — к еврейскому центральному благотворительному обществу. В это время в нём размещались 7-е женское училище (двухклассное с третьим рукодельным классом) и 5-е одноклассное приходское училище, а позднее — 3-е женское еврейское училище. После Октябрьской революции мансарда отдана под жильё, и в ней до 1939 года проживал писатель Янка Мавр. На первом и втором этажах находилась средняя школа № 31. После Великой Отечественной войны дом стал жилым, перешёл в ведение Министерства просвещения БССР. В 1990—1998 годах дом был реконструирован и надстроен двумя этажами.

## Архитектура
Здание построено в стиле эклектики. Главный фасад имеет симметричную композицию. Выделяется мезонин (после настройки — часть третьего этажа) с лучковым фронтоном, тройным окном и балконом с ажурной оградой чугунного литья. Окна второго этажа полуциркульной формы, остальные — прямоугольные. Фасады украшают два карнизных пояса и плоские пилястры ионического ордера.